# 酸梅汤

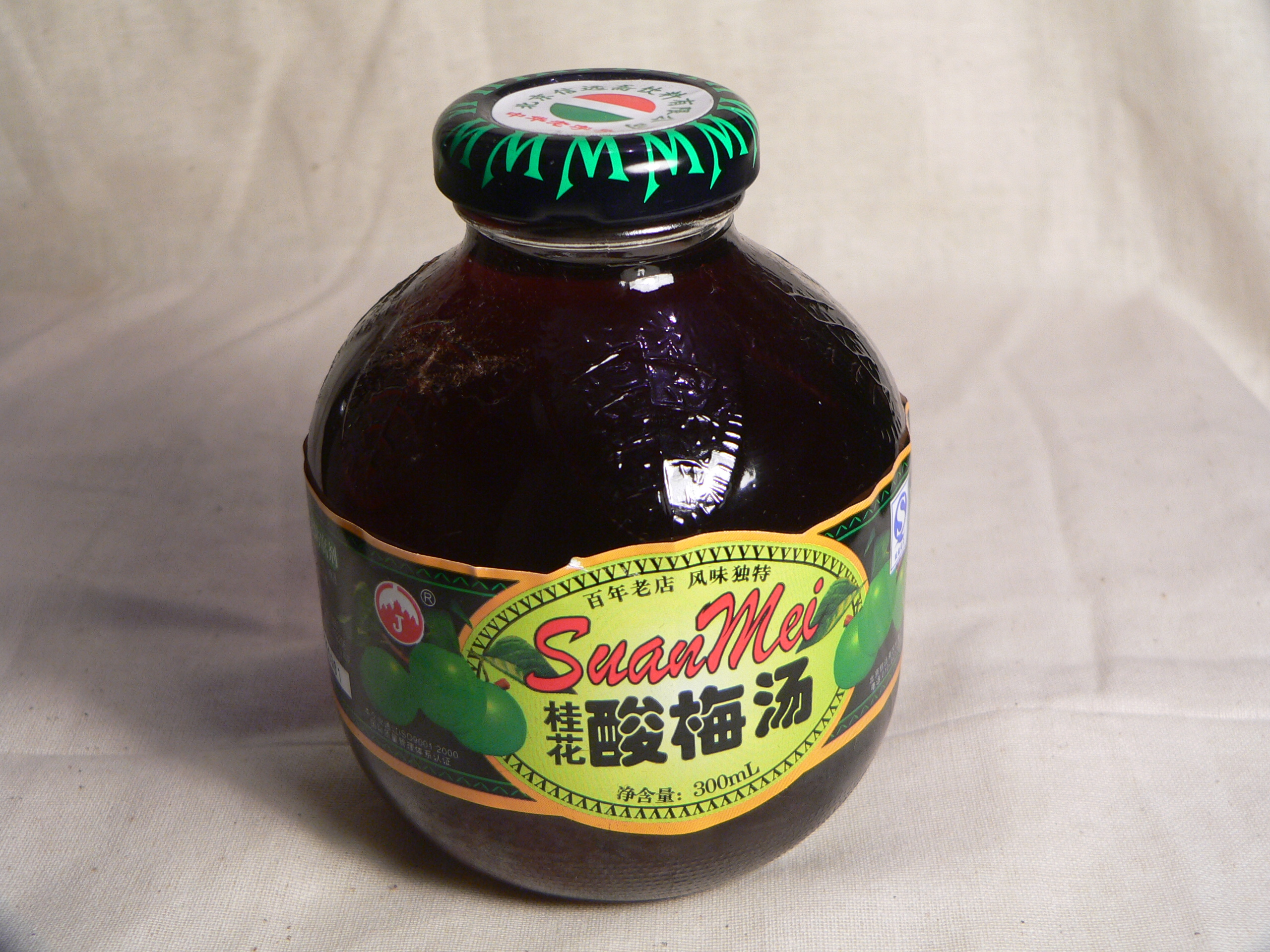
一瓶酸梅湯

酸梅汤是中国一种传统的消暑酸甜口味饮料，主要用乌梅、桂花、冰糖等材料制成，通常夏天冰镇饮用，能够清凉解暑。

## 历史
据说，宋代《武林旧事》中记载临安有卖卤梅水的，就是最早的接近酸梅汤的饮料。元代，在忽思慧的《饮膳正要》中记载了一种称为白梅汤的饮料。
酸梅汤正式定名是在清代，最初是在宫廷中，后来流传到民间。

## 材料与制作
酸梅汤以乌梅为主，或将乌梅放入沸水中浸泡，或用水煮乌梅，滤去渣滓后，加入甘草、桂花、冰糖等材料，放凉后冰镇饮用。

## 知名酸梅汤
金受申《北京通》记载，在北京，有名的酸梅汤有琉璃厂老字号信远斋，以及西四隆景和、九龙斋。老北京卖酸梅汤的摊子常常在冰桶上插一个月牙戟，挂个牌子写上“冰镇熟水梅汤”字样。卖者手拿两个铜碗相叠，频频相敲，俗称“打冰盏儿”。

## 类似食品
作酸梅汤的过滤剩下的材料冲水，称为酸梅卤，在北京以信远斋最为有名。
又有酸梅糖或酸梅糕，以糖为主，掺以酸梅汤，做成各种花样，可以直接食用，也可以冲水。